# Tapirus kabomani
El tapir negrito (Tapirus kabomani) es una especie de mamífero del género Tapirus de la familia Tapiridae. Se encuentra en Brasil, Colombia, Costa Rica, Ecuador, Perú, y posiblemente en Bolivia. Se lo ha conocido como tapir enano o tapir pigmeo. Habita en sectores que alternan praderas con zonas boscosas en la selva amazónica. Su descubrimiento fue anunciado en 2013, luego de más de un siglo sin describirse nuevas especies de perisodáctilos vivientes. Si bien resultó ser una especie ignota para la ciencia, era bien conocida por las etnias aborígenes que cohabitaban con él, ya que constituía parte de su alimento. Las localizadas en Brasil lo denominaban en portugués: anta pretinho, es decir, 'tapir negrito', en razón de las características que lo singularizan: ser más pequeño y oscuro que el tapir amazónico común, la especie congenérica con la cual convive.

## Etimología
Arabo kabomani es la denominación de este tapir en el idioma paumarí, hablado en la zona sur del Amazonas.

## Características
Aunque se trata de uno de los mamíferos más grandes de Sudamérica, T. kabomani es la especie de tapir más pequeña, en cuanto a dimensiones y peso.
Mide 130 cm de largo, 90 cm de alto y tiene un peso promedio de 110 kg. Tiene la frente más amplia y el pelo más oscuro que T. terrestris. Los análisis morfológicos y genéticos permitieron diferenciar claramente a T. kabomani de las otras especies, en especial del T. terrestris, de la cual solía ser considerado como un mero fenotipo.
Entre las características físicas que diferencian este taxón pueden mencionarse las siguientes:
1. Ya se ha mencionado el color del pelo, que es gris oscuro o marrón muy oscuro, en vez del marrón del T. terrestris.
2. Patas relativamente cortas para un tapir, debido a que la longitud de su fémur es muy corta.
3. Cabeza y cráneo diferentes. Posee una cresta sagital única, más alta, suavemente inclinada, que se eleva posteriormente y frontales más anchos e inflados. Carecen de tabique nasal y de las bridas dorsales del maxilar. El cráneo posee una fosa del divertículo meatal que es más baja y menos dorsalmente extendida que las de las otras cuatro especies existentes de tapir.
4. La crin es más pequeña y menos prominente y comienza más atrás.
5. Muestra cierto dimorfismo sexual, ya que las hembras tienden a ser más grandes que los machos y poseen un parche característico de cabello claro en sus gargantas. El parche se extiende desde el mentón hasta el oído y hasta la base del cuello.[1]

## Relaciones filogenéticas
La especie más próxima a T. kabomani es la extinta Tapirus rondoniensis.
|  | T. kabomani (tapir negrito) |
|  | |
|  | \| \| T. terrestris [tapir amazónico (clado de Ecuador) \| \| \| \| \| \| T. pinchaque [tapir de montaña) \| \| \| \| \| \| T. terrestris (tapir amazónico (clado mayoritario) \| \| \| \| |
|  | |
|  | T. terrestris [tapir amazónico (clado de Ecuador) |
|  | |
|  | T. pinchaque [tapir de montaña) |
|  | |
|  | T. terrestris (tapir amazónico (clado mayoritario) |
|  | |

|  | T. terrestris [tapir amazónico (clado de Ecuador)  |
|  |                                                    |
|  | T. pinchaque [tapir de montaña)                    |
|  |                                                    |
|  | T. terrestris (tapir amazónico (clado mayoritario) |
|  |                                                    |

|  | T. kabomani (tapir negrito) |
|  | |
|  | \| \| T. terrestris [tapir amazónico (clado de Ecuador) \| \| \| \| \| \| T. pinchaque [tapir de montaña) \| \| \| \| \| \| T. terrestris (tapir amazónico (clado mayoritario) \| \| \| \| |
|  | |
|  | T. terrestris [tapir amazónico (clado de Ecuador) |
|  | |
|  | T. pinchaque [tapir de montaña) |
|  | |
|  | T. terrestris (tapir amazónico (clado mayoritario) |
|  | |

|  | T. terrestris [tapir amazónico (clado de Ecuador)  |
|  |                                                    |
|  | T. pinchaque [tapir de montaña)                    |
|  |                                                    |
|  | T. terrestris (tapir amazónico (clado mayoritario) |
|  |                                                    |

|  | T. kabomani (tapir negrito) |
|  | |
|  | \| \| T. terrestris [tapir amazónico (clado de Ecuador) \| \| \| \| \| \| T. pinchaque [tapir de montaña) \| \| \| \| \| \| T. terrestris (tapir amazónico (clado mayoritario) \| \| \| \| |
|  | |
|  | T. terrestris [tapir amazónico (clado de Ecuador) |
|  | |
|  | T. pinchaque [tapir de montaña) |
|  | |
|  | T. terrestris (tapir amazónico (clado mayoritario) |
|  | |

|  | T. terrestris [tapir amazónico (clado de Ecuador)  |
|  |                                                    |
|  | T. pinchaque [tapir de montaña)                    |
|  |                                                    |
|  | T. terrestris (tapir amazónico (clado mayoritario) |
|  |                                                    |

|  | T. kabomani (tapir negrito) |
|  | |
|  | \| \| T. terrestris [tapir amazónico (clado de Ecuador) \| \| \| \| \| \| T. pinchaque [tapir de montaña) \| \| \| \| \| \| T. terrestris (tapir amazónico (clado mayoritario) \| \| \| \| |
|  | |
|  | T. terrestris [tapir amazónico (clado de Ecuador) |
|  | |
|  | T. pinchaque [tapir de montaña) |
|  | |
|  | T. terrestris (tapir amazónico (clado mayoritario) |
|  | |

|  | T. terrestris [tapir amazónico (clado de Ecuador)  |
|  |                                                    |
|  | T. pinchaque [tapir de montaña)                    |
|  |                                                    |
|  | T. terrestris (tapir amazónico (clado mayoritario) |
|  |                                                    |

## Debate
En 2014, un artículo de Voss consideró insuficientes y apresuradas las pruebas para considerar una especie diferente a T kabomani.
En 2016, un análisis filogenético de especímenes  de Tapirus concluyó en un cladograma diferente al determinado en por Cozzuol et al.
|          | T. terrestris "Amazonas-3"                                                         |
|          |                                                                                    |
|          | T. terrestris Sur                                                                  |
|          |                                                                                    |
| 2,18 MYA | \| \| T. terrestris Norte \| \| \| \| \| \| T. terrestris "Amazonas-2" \| \| \| \| |
|          | \| \| T. terrestris Norte \| \| \| \| \| \| T. terrestris "Amazonas-2" \| \| \| \| |
|          | T. terrestris Norte                                                                |
|          |                                                                                    |
|          | T. terrestris "Amazonas-2"                                                         |
|          |                                                                                    |

|  | T. terrestris Norte        |
|  |                            |
|  | T. terrestris "Amazonas-2" |
|  |                            |

|  | T. terrestris "Amazonas-1"                                                      |
|  |                                                                                 |
|  | \| \| T. terrestris "Amazonas-0" \| \| \| \| \| \| Tapirus kabomani \| \| \| \| |
|  |                                                                                 |
|  | T. terrestris "Amazonas-0"                                                      |
|  |                                                                                 |
|  | Tapirus kabomani                                                                |
|  |                                                                                 |

|  | T. terrestris "Amazonas-0" |
|  |                            |
|  | Tapirus kabomani           |
|  |                            |

|  | T. pinchaque |
|  |              |

|          | T. terrestris "Amazonas-3"                                                         |
|          |                                                                                    |
|          | T. terrestris Sur                                                                  |
|          |                                                                                    |
| 2,18 MYA | \| \| T. terrestris Norte \| \| \| \| \| \| T. terrestris "Amazonas-2" \| \| \| \| |
|          | \| \| T. terrestris Norte \| \| \| \| \| \| T. terrestris "Amazonas-2" \| \| \| \| |
|          | T. terrestris Norte                                                                |
|          |                                                                                    |
|          | T. terrestris "Amazonas-2"                                                         |
|          |                                                                                    |

|  | T. terrestris Norte        |
|  |                            |
|  | T. terrestris "Amazonas-2" |
|  |                            |

|  | T. terrestris "Amazonas-1"                                                      |
|  |                                                                                 |
|  | \| \| T. terrestris "Amazonas-0" \| \| \| \| \| \| Tapirus kabomani \| \| \| \| |
|  |                                                                                 |
|  | T. terrestris "Amazonas-0"                                                      |
|  |                                                                                 |
|  | Tapirus kabomani                                                                |
|  |                                                                                 |

|  | T. terrestris "Amazonas-0" |
|  |                            |
|  | Tapirus kabomani           |
|  |                            |

|  | T. pinchaque |
|  |              |

|          | T. terrestris "Amazonas-3"                                                         |
|          |                                                                                    |
|          | T. terrestris Sur                                                                  |
|          |                                                                                    |
| 2,18 MYA | \| \| T. terrestris Norte \| \| \| \| \| \| T. terrestris "Amazonas-2" \| \| \| \| |
|          | \| \| T. terrestris Norte \| \| \| \| \| \| T. terrestris "Amazonas-2" \| \| \| \| |
|          | T. terrestris Norte                                                                |
|          |                                                                                    |
|          | T. terrestris "Amazonas-2"                                                         |
|          |                                                                                    |

|  | T. terrestris Norte        |
|  |                            |
|  | T. terrestris "Amazonas-2" |
|  |                            |

|  | T. terrestris "Amazonas-1"                                                      |
|  |                                                                                 |
|  | \| \| T. terrestris "Amazonas-0" \| \| \| \| \| \| Tapirus kabomani \| \| \| \| |
|  |                                                                                 |
|  | T. terrestris "Amazonas-0"                                                      |
|  |                                                                                 |
|  | Tapirus kabomani                                                                |
|  |                                                                                 |

|  | T. terrestris "Amazonas-0" |
|  |                            |
|  | Tapirus kabomani           |
|  |                            |

|  | T. pinchaque |
|  |              |

|          | T. terrestris "Amazonas-3"                                                         |
|          |                                                                                    |
|          | T. terrestris Sur                                                                  |
|          |                                                                                    |
| 2,18 MYA | \| \| T. terrestris Norte \| \| \| \| \| \| T. terrestris "Amazonas-2" \| \| \| \| |
|          | \| \| T. terrestris Norte \| \| \| \| \| \| T. terrestris "Amazonas-2" \| \| \| \| |
|          | T. terrestris Norte                                                                |
|          |                                                                                    |
|          | T. terrestris "Amazonas-2"                                                         |
|          |                                                                                    |

|  | T. terrestris Norte        |
|  |                            |
|  | T. terrestris "Amazonas-2" |
|  |                            |

|  | T. terrestris "Amazonas-1"                                                      |
|  |                                                                                 |
|  | \| \| T. terrestris "Amazonas-0" \| \| \| \| \| \| Tapirus kabomani \| \| \| \| |
|  |                                                                                 |
|  | T. terrestris "Amazonas-0"                                                      |
|  |                                                                                 |
|  | Tapirus kabomani                                                                |
|  |                                                                                 |

|  | T. terrestris "Amazonas-0" |
|  |                            |
|  | Tapirus kabomani           |
|  |                            |

|  | T. pinchaque |
|  |              |

|          | T. terrestris "Amazonas-3"                                                         |
|          |                                                                                    |
|          | T. terrestris Sur                                                                  |
|          |                                                                                    |
| 2,18 MYA | \| \| T. terrestris Norte \| \| \| \| \| \| T. terrestris "Amazonas-2" \| \| \| \| |
|          | \| \| T. terrestris Norte \| \| \| \| \| \| T. terrestris "Amazonas-2" \| \| \| \| |
|          | T. terrestris Norte                                                                |
|          |                                                                                    |
|          | T. terrestris "Amazonas-2"                                                         |
|          |                                                                                    |

|  | T. terrestris Norte        |
|  |                            |
|  | T. terrestris "Amazonas-2" |
|  |                            |

|  | T. terrestris "Amazonas-1"                                                      |
|  |                                                                                 |
|  | \| \| T. terrestris "Amazonas-0" \| \| \| \| \| \| Tapirus kabomani \| \| \| \| |
|  |                                                                                 |
|  | T. terrestris "Amazonas-0"                                                      |
|  |                                                                                 |
|  | Tapirus kabomani                                                                |
|  |                                                                                 |

|  | T. terrestris "Amazonas-0" |
|  |                            |
|  | Tapirus kabomani           |
|  |                            |

|  | T. pinchaque |
|  |              |

|          | T. terrestris "Amazonas-3"                                                         |
|          |                                                                                    |
|          | T. terrestris Sur                                                                  |
|          |                                                                                    |
| 2,18 MYA | \| \| T. terrestris Norte \| \| \| \| \| \| T. terrestris "Amazonas-2" \| \| \| \| |
|          | \| \| T. terrestris Norte \| \| \| \| \| \| T. terrestris "Amazonas-2" \| \| \| \| |
|          | T. terrestris Norte                                                                |
|          |                                                                                    |
|          | T. terrestris "Amazonas-2"                                                         |
|          |                                                                                    |

|  | T. terrestris Norte        |
|  |                            |
|  | T. terrestris "Amazonas-2" |
|  |                            |

|  | T. terrestris "Amazonas-1"                                                      |
|  |                                                                                 |
|  | \| \| T. terrestris "Amazonas-0" \| \| \| \| \| \| Tapirus kabomani \| \| \| \| |
|  |                                                                                 |
|  | T. terrestris "Amazonas-0"                                                      |
|  |                                                                                 |
|  | Tapirus kabomani                                                                |
|  |                                                                                 |

|  | T. terrestris "Amazonas-0" |
|  |                            |
|  | Tapirus kabomani           |
|  |                            |

|  | T. pinchaque |
|  |              |

|          | T. terrestris "Amazonas-3"                                                         |
|          |                                                                                    |
|          | T. terrestris Sur                                                                  |
|          |                                                                                    |
| 2,18 MYA | \| \| T. terrestris Norte \| \| \| \| \| \| T. terrestris "Amazonas-2" \| \| \| \| |
|          | \| \| T. terrestris Norte \| \| \| \| \| \| T. terrestris "Amazonas-2" \| \| \| \| |
|          | T. terrestris Norte                                                                |
|          |                                                                                    |
|          | T. terrestris "Amazonas-2"                                                         |
|          |                                                                                    |

|  | T. terrestris Norte        |
|  |                            |
|  | T. terrestris "Amazonas-2" |
|  |                            |

|  | T. terrestris "Amazonas-1"                                                      |
|  |                                                                                 |
|  | \| \| T. terrestris "Amazonas-0" \| \| \| \| \| \| Tapirus kabomani \| \| \| \| |
|  |                                                                                 |
|  | T. terrestris "Amazonas-0"                                                      |
|  |                                                                                 |
|  | Tapirus kabomani                                                                |
|  |                                                                                 |

|  | T. terrestris "Amazonas-0" |
|  |                            |
|  | Tapirus kabomani           |
|  |                            |

|  | T. pinchaque |
|  |              |

|          | T. terrestris "Amazonas-3"                                                         |
|          |                                                                                    |
|          | T. terrestris Sur                                                                  |
|          |                                                                                    |
| 2,18 MYA | \| \| T. terrestris Norte \| \| \| \| \| \| T. terrestris "Amazonas-2" \| \| \| \| |
|          | \| \| T. terrestris Norte \| \| \| \| \| \| T. terrestris "Amazonas-2" \| \| \| \| |
|          | T. terrestris Norte                                                                |
|          |                                                                                    |
|          | T. terrestris "Amazonas-2"                                                         |
|          |                                                                                    |

|  | T. terrestris Norte        |
|  |                            |
|  | T. terrestris "Amazonas-2" |
|  |                            |

|  | T. terrestris "Amazonas-1"                                                      |
|  |                                                                                 |
|  | \| \| T. terrestris "Amazonas-0" \| \| \| \| \| \| Tapirus kabomani \| \| \| \| |
|  |                                                                                 |
|  | T. terrestris "Amazonas-0"                                                      |
|  |                                                                                 |
|  | Tapirus kabomani                                                                |
|  |                                                                                 |

|  | T. terrestris "Amazonas-0" |
|  |                            |
|  | Tapirus kabomani           |
|  |                            |

|  | T. pinchaque |
|  |              |

|          | T. terrestris "Amazonas-3"                                                         |
|          |                                                                                    |
|          | T. terrestris Sur                                                                  |
|          |                                                                                    |
| 2,18 MYA | \| \| T. terrestris Norte \| \| \| \| \| \| T. terrestris "Amazonas-2" \| \| \| \| |
|          | \| \| T. terrestris Norte \| \| \| \| \| \| T. terrestris "Amazonas-2" \| \| \| \| |
|          | T. terrestris Norte                                                                |
|          |                                                                                    |
|          | T. terrestris "Amazonas-2"                                                         |
|          |                                                                                    |

|  | T. terrestris Norte        |
|  |                            |
|  | T. terrestris "Amazonas-2" |
|  |                            |

|  | T. terrestris "Amazonas-1"                                                      |
|  |                                                                                 |
|  | \| \| T. terrestris "Amazonas-0" \| \| \| \| \| \| Tapirus kabomani \| \| \| \| |
|  |                                                                                 |
|  | T. terrestris "Amazonas-0"                                                      |
|  |                                                                                 |
|  | Tapirus kabomani                                                                |
|  |                                                                                 |

|  | T. terrestris "Amazonas-0" |
|  |                            |
|  | Tapirus kabomani           |
|  |                            |

|  | T. pinchaque |
|  |              |

|          | T. terrestris "Amazonas-3"                                                         |
|          |                                                                                    |
|          | T. terrestris Sur                                                                  |
|          |                                                                                    |
| 2,18 MYA | \| \| T. terrestris Norte \| \| \| \| \| \| T. terrestris "Amazonas-2" \| \| \| \| |
|          | \| \| T. terrestris Norte \| \| \| \| \| \| T. terrestris "Amazonas-2" \| \| \| \| |
|          | T. terrestris Norte                                                                |
|          |                                                                                    |
|          | T. terrestris "Amazonas-2"                                                         |
|          |                                                                                    |

|  | T. terrestris Norte        |
|  |                            |
|  | T. terrestris "Amazonas-2" |
|  |                            |

|  | T. terrestris "Amazonas-1"                                                      |
|  |                                                                                 |
|  | \| \| T. terrestris "Amazonas-0" \| \| \| \| \| \| Tapirus kabomani \| \| \| \| |
|  |                                                                                 |
|  | T. terrestris "Amazonas-0"                                                      |
|  |                                                                                 |
|  | Tapirus kabomani                                                                |
|  |                                                                                 |

|  | T. terrestris "Amazonas-0" |
|  |                            |
|  | Tapirus kabomani           |
|  |                            |

|  | T. pinchaque |
|  |              |

|          | T. terrestris "Amazonas-3"                                                         |
|          |                                                                                    |
|          | T. terrestris Sur                                                                  |
|          |                                                                                    |
| 2,18 MYA | \| \| T. terrestris Norte \| \| \| \| \| \| T. terrestris "Amazonas-2" \| \| \| \| |
|          | \| \| T. terrestris Norte \| \| \| \| \| \| T. terrestris "Amazonas-2" \| \| \| \| |
|          | T. terrestris Norte                                                                |
|          |                                                                                    |
|          | T. terrestris "Amazonas-2"                                                         |
|          |                                                                                    |

|  | T. terrestris Norte        |
|  |                            |
|  | T. terrestris "Amazonas-2" |
|  |                            |

|  | T. terrestris "Amazonas-1"                                                      |
|  |                                                                                 |
|  | \| \| T. terrestris "Amazonas-0" \| \| \| \| \| \| Tapirus kabomani \| \| \| \| |
|  |                                                                                 |
|  | T. terrestris "Amazonas-0"                                                      |
|  |                                                                                 |
|  | Tapirus kabomani                                                                |
|  |                                                                                 |

|  | T. terrestris "Amazonas-0" |
|  |                            |
|  | Tapirus kabomani           |
|  |                            |

|  | T. pinchaque |
|  |              |

|          | T. terrestris "Amazonas-3"                                                         |
|          |                                                                                    |
|          | T. terrestris Sur                                                                  |
|          |                                                                                    |
| 2,18 MYA | \| \| T. terrestris Norte \| \| \| \| \| \| T. terrestris "Amazonas-2" \| \| \| \| |
|          | \| \| T. terrestris Norte \| \| \| \| \| \| T. terrestris "Amazonas-2" \| \| \| \| |
|          | T. terrestris Norte                                                                |
|          |                                                                                    |
|          | T. terrestris "Amazonas-2"                                                         |
|          |                                                                                    |

|  | T. terrestris Norte        |
|  |                            |
|  | T. terrestris "Amazonas-2" |
|  |                            |

|  | T. terrestris "Amazonas-1"                                                      |
|  |                                                                                 |
|  | \| \| T. terrestris "Amazonas-0" \| \| \| \| \| \| Tapirus kabomani \| \| \| \| |
|  |                                                                                 |
|  | T. terrestris "Amazonas-0"                                                      |
|  |                                                                                 |
|  | Tapirus kabomani                                                                |
|  |                                                                                 |

|  | T. terrestris "Amazonas-0" |
|  |                            |
|  | Tapirus kabomani           |
|  |                            |

|  | T. pinchaque |
|  |              |

|          | T. terrestris "Amazonas-3"                                                         |
|          |                                                                                    |
|          | T. terrestris Sur                                                                  |
|          |                                                                                    |
| 2,18 MYA | \| \| T. terrestris Norte \| \| \| \| \| \| T. terrestris "Amazonas-2" \| \| \| \| |
|          | \| \| T. terrestris Norte \| \| \| \| \| \| T. terrestris "Amazonas-2" \| \| \| \| |
|          | T. terrestris Norte                                                                |
|          |                                                                                    |
|          | T. terrestris "Amazonas-2"                                                         |
|          |                                                                                    |

|  | T. terrestris Norte        |
|  |                            |
|  | T. terrestris "Amazonas-2" |
|  |                            |

|  | T. terrestris "Amazonas-1"                                                      |
|  |                                                                                 |
|  | \| \| T. terrestris "Amazonas-0" \| \| \| \| \| \| Tapirus kabomani \| \| \| \| |
|  |                                                                                 |
|  | T. terrestris "Amazonas-0"                                                      |
|  |                                                                                 |
|  | Tapirus kabomani                                                                |
|  |                                                                                 |

|  | T. terrestris "Amazonas-0" |
|  |                            |
|  | Tapirus kabomani           |
|  |                            |

|  | T. pinchaque |
|  |              |

|          | T. terrestris "Amazonas-3"                                                         |
|          |                                                                                    |
|          | T. terrestris Sur                                                                  |
|          |                                                                                    |
| 2,18 MYA | \| \| T. terrestris Norte \| \| \| \| \| \| T. terrestris "Amazonas-2" \| \| \| \| |
|          | \| \| T. terrestris Norte \| \| \| \| \| \| T. terrestris "Amazonas-2" \| \| \| \| |
|          | T. terrestris Norte                                                                |
|          |                                                                                    |
|          | T. terrestris "Amazonas-2"                                                         |
|          |                                                                                    |

|  | T. terrestris Norte        |
|  |                            |
|  | T. terrestris "Amazonas-2" |
|  |                            |

|  | T. terrestris "Amazonas-1"                                                      |
|  |                                                                                 |
|  | \| \| T. terrestris "Amazonas-0" \| \| \| \| \| \| Tapirus kabomani \| \| \| \| |
|  |                                                                                 |
|  | T. terrestris "Amazonas-0"                                                      |
|  |                                                                                 |
|  | Tapirus kabomani                                                                |
|  |                                                                                 |

|  | T. terrestris "Amazonas-0" |
|  |                            |
|  | Tapirus kabomani           |
|  |                            |

|  | T. pinchaque |
|  |              |

|          | T. terrestris "Amazonas-3"                                                         |
|          |                                                                                    |
|          | T. terrestris Sur                                                                  |
|          |                                                                                    |
| 2,18 MYA | \| \| T. terrestris Norte \| \| \| \| \| \| T. terrestris "Amazonas-2" \| \| \| \| |
|          | \| \| T. terrestris Norte \| \| \| \| \| \| T. terrestris "Amazonas-2" \| \| \| \| |
|          | T. terrestris Norte                                                                |
|          |                                                                                    |
|          | T. terrestris "Amazonas-2"                                                         |
|          |                                                                                    |

|  | T. terrestris Norte        |
|  |                            |
|  | T. terrestris "Amazonas-2" |
|  |                            |

|  | T. terrestris "Amazonas-1"                                                      |
|  |                                                                                 |
|  | \| \| T. terrestris "Amazonas-0" \| \| \| \| \| \| Tapirus kabomani \| \| \| \| |
|  |                                                                                 |
|  | T. terrestris "Amazonas-0"                                                      |
|  |                                                                                 |
|  | Tapirus kabomani                                                                |
|  |                                                                                 |

|  | T. terrestris "Amazonas-0" |
|  |                            |
|  | Tapirus kabomani           |
|  |                            |

|  | T. pinchaque |
|  |              |

|          | T. terrestris "Amazonas-3"                                                         |
|          |                                                                                    |
|          | T. terrestris Sur                                                                  |
|          |                                                                                    |
| 2,18 MYA | \| \| T. terrestris Norte \| \| \| \| \| \| T. terrestris "Amazonas-2" \| \| \| \| |
|          | \| \| T. terrestris Norte \| \| \| \| \| \| T. terrestris "Amazonas-2" \| \| \| \| |
|          | T. terrestris Norte                                                                |
|          |                                                                                    |
|          | T. terrestris "Amazonas-2"                                                         |
|          |                                                                                    |

|  | T. terrestris Norte        |
|  |                            |
|  | T. terrestris "Amazonas-2" |
|  |                            |

|  | T. terrestris "Amazonas-1"                                                      |
|  |                                                                                 |
|  | \| \| T. terrestris "Amazonas-0" \| \| \| \| \| \| Tapirus kabomani \| \| \| \| |
|  |                                                                                 |
|  | T. terrestris "Amazonas-0"                                                      |
|  |                                                                                 |
|  | Tapirus kabomani                                                                |
|  |                                                                                 |

|  | T. terrestris "Amazonas-0" |
|  |                            |
|  | Tapirus kabomani           |
|  |                            |

|  | T. pinchaque |
|  |              |

Los autores de esta investigación consideran que dados los resultados obtenidos a lo largo de las secuencias mitocondriales, prudente por ahora considerar al taxón T. kabomani como un haplogrupo de T. terrestris, hasta que se han generado nuevos datos, empleando secuencias nucleares, especialmente cariotipos, para determinar, o no, la posible especiación.

## Distribución
Ha sido encontrado en los estados de Amazonas, Rondonia y Mato Grosso, en Brasil; en el departamento de Amazonas, en Colombia; en Tena (Ecuador) y Mazán (Perú); y podría encontrarse en el departamento de Pando (Bolivia). Habita en regiones muy particulares, donde se alternan las praderas y las zonas boscosas, como sucede en el curso superior del río Madeira, el cual habita en ambas márgenes. Tapirus kabomani parece estar ausente de aquellas regiones donde esta particular alternancia no existe, bien se trate de praderas, o de bosques exclusivamente. Los autores del descubrimiento sostienen que, de confirmarse este patrón, indicaría un origen de la especie durante los períodos secos del Pleistoceno, que se asocian con la fragmentación del bosque.
La especie también podría estar presente en Amapá y en la Guayana Francesa, teniendo en cuenta fotografías y relatos de la población local.

## Descubrimiento
Si bien los científicos unánimemente afirmaban que las especies del género Tapirus son alopátricas y que en los sectores de baja altitud de la cuenca del Amazonas habitaba una única especie de dicho género —el común, brasileño o amazónico Tapirus terrestris terrestris—, las etnias que pueblan la Amazonia siempre sabían que convivían con dos especies de tapir, el común y otra especie más, la que se diferenciaba claramente por ser de tamaño notablemente más pequeño y de coloración claramente más oscura, por lo que lo denominaban pretinho. Alrededor del fin del milenio, varios equipos de investigadores habían empezado a comprobar que lo que indicaban los nativos podía ser científicamente cierto.
El biólogo neerlandés naturalizado brasileño Marc G. M. Van Roosmalen observó por primera vez en el año 2000 un tapir con esas características; años después intentó describirlo para la ciencia, denominándolo Tapirus pygmaeus. El ejemplar tipo es un cráneo completo con su mandíbula, proveniente de una hembra adulta, que sirvió de alimento a los nativos, cazada el 2 de mayo de 2006, junto a una senda que une las localidades de Tucunaré y Santa María, en el municipio de Novo Aripuanã, estado de Amazonas (Brasil), en las coordenadas: 05°45′S 60°15′O / -5.750, -60.250. 
El material tipo fue depositado en el Museu Paraense Emílio Goeldi, en Belém, estado de Pará, Brasil. Primero trató de publicar su hallazgo en revistas científicas pero los árbitros lo rechazaron, indicando que había una única especie de tapir en la región y que el cráneo debía pertenecer a un ejemplar juvenil de dicha especie. Al no tener éxito, publicó la descripción, primero en el año 2008 en la página web de una organización ambientalista, y a comienzos del 2013 en un libro impreso: Barefoot through the Amazon: On the Path of Evolution. Van Roosmalen indicó que ese tapir habita en el estado de Amazonas, en el norte de Brasil, en la región de tierras bajas de la Amazonia situadas en la orilla occidental del bajo y medio río Aripuanã, y posiblemente se distribuya en el interfluvio delimitado por el río citado junto al río Tapajós por el este, el río Madeira por el oeste, el río Amazonas por el norte, y el río Guaporé por el sur.
A mediados de diciembre de 2013, un equipo de científicos compuesto por los especialistas Mario A. Cozzuol, Camila L. Clozato, Elizete C. Holanda, Flávio H. G. Rodrigues, Samuel Nienow, Benoit de Thoisy, Rodrigo A. F. Redondo y Fabrício R. Santos describió con abundantes pruebas al tapir pequeño y oscuro de la Amazonia, denominándolo científicamente Tapirus kabomani. Indicaron que habita en la misma región que el tapir amazónico. Las diferencias entre ambas especies eran conocidas por las comunidades locales. Sin embargo, la comunidad científica ignoró los relatos de la población aborigen y los consideró incorrectos. Mario Cozzuol, uno de los paleontólogos a cargo de la investigación, remarcó la importancia de tomar en cuenta el conocimiento de la comunidad local.
Theodore Roosevelt le disparó a un ejemplar, en Mato Grosso (Brasil), en enero de 1912 durante una cacería. El cráneo se conserva en el Museo de Historia Natural, en Washington D. C., y siempre se consideró que pertenecía a T. terrestris, a pesar de las indicaciones dadas por los pobladores que acompañaban a Roosevelt. A partir del descubrimiento de la nueva especie, se determinó que se trata de un cráneo de T. kabomani, que estuvo incorrectamente identificado durante 100 años, por menospreciar los conocimientos de los pobladores locales.

## Estado de conservación
Al momento de anunciarse el descubrimiento de la nueva especie, los científicos no conocían con exactitud ni la cantidad de ejemplares, ni su distribución geográfica.  Los investigadores explicaron que en las próximas etapas, deberán recopilar información para determinar el estado de conservación de la especie. Considerando que el Tapirus terrestris se encuentra en la categoría vulnerable de la IUCN, y que Tapirus kabomani tiene una distribución geográfica más acotada, los autores de la investigación sugirieron que la especie se debe encontrar, por lo menos, tan amenazada como el Tapirus terrestris.